# Ithomiola calculosa
Ithomiola calculosa is een vlindersoort uit de familie van de prachtvlinders (Riodinidae), onderfamilie Riodininae.
Ithomiola calculosa werd in 2005 beschreven door Hall, J & Harvey.